# World RX de Canadá 2015
El World RX de Canadá 2015, oficialmente Grand Prix de Trois-Rivières-Rallycross of Canada fue la séptima prueba de la Temporada 2015 del Campeonato Mundial de Rallycross. Se celebró del 7 al 8 de agosto de 2015 en el Circuito de Trois-Rivières ubicado en la ciudad de Trois-Rivières, Provincia de Quebec, Canadá.
La prueba fue ganada por Davy Jeanney quien consiguió su segunda victoria de la temporada y de su carrera a bordo de su Peugeot 208, Toomas Heikkinen término en segundo lugar en su Volkswagen Polo y Tanner Foust finalizó tercero con su Volkswagen Polo.

## Supercar

### Series
| Pos. | No. | Piloto                  | Equipo                          | Auto                | H1  | H2  | H3  | H4  | Pts |
| ---- | --- | ----------------------- | ------------------------------- | ------------------- | --- | --- | --- | --- | --- |
| 1    | 21  | Timmy Hansen            | Team Peugeot-Hansen             | Peugeot 208         | 1º  | 2º  | 1º  | 1º  | 16  |
| 2    | 10  | Mattias Ekström         | EKS RX                          | Audi S1             | 3º  | 3º  | 2º  | 2º  | 15  |
| 3    | 1   | Petter Solberg          | SDRX                            | Citroën DS3         | 16º | 1º  | 4º  | 3º  | 14  |
| 4    | 17  | Davy Jeanney            | Team Peugeot-Hansen             | Peugeot 208         | 2º  | 7º  | 6º  | 7º  | 13  |
| 5    | 15  | Reinis Nitišs           | Olsbergs MSE                    | Ford Fiesta ST      | 5º  | 5º  | 11º | 5º  | 12  |
| 6    | 13  | Andreas Bakkerud        | Olsbergs MSE                    | Ford Fiesta ST      | 7º  | 4º  | 7º  | 8º  | 11  |
| 7    | 57  | Toomas Heikkinen        | Marklund Motorsport             | Volkswagen Polo     | 8º  | 12º | 10º | 4º  | 10  |
| 8    | 7   | Manfred Stohl           | World RX Team Austria           | Ford Fiesta         | 12º | 14º | 3º  | 6º  | 9   |
| 9    | 34  | Tanner Foust            | Marklund Motorsport             | Volkswagen Polo     | 9º  | 11º | 8º  | 10º | 8   |
| 10   | 3   | Johan Kristoffersson    | Volkswagen Team Sweden          | Volkswagen Polo     | 4º  | 18º | 5º  | 11º | 7   |
| 11   | 24  | Tommy Rustad            | All-Inkl.com Münnich Motorsport | Audi S3             | 10º | 6º  | 14º | 12º | 6   |
| 12   | 42  | Timur Timerzyanov       | Namus OMSE                      | Ford Fiesta ST      | 6º  | 9º  | DNF | 14º | 5   |
| 13   | 92  | Anton Marklund          | EKS RX                          | Volkswagen Polo‡    | 13º | 8º  | 12º | DNF | 4   |
| 14   | 82  | Patrick Carpentier      | JRM Racing                      | BMW MINI Countryman | DNF | 13º | 13º | 13º | 3   |
| 15   | 33  | Liam Doran              | SDRX                            | Citroën DS3         | DNF | 10º | DNF | 9º  | 2   |
| 16   | 147 | Louis-Philippe Dumoulin | JRM Racing                      | BMW MINI Countryman | 15º | 17º | 16º | 15º | 1   |
| 17   | 70  | Christoph Brugger       | World RX Team Austria           | Ford Fiesta         | 17º | 16º | 15º | 16º |     |
| 18   | 4   | Robin Larsson           | Larsson Jernberg Racing Team    | Audi A1             | 11º | DNS | 9º  | DNF |     |
| 19   | 77  | René Münnich            | All-Inkl.com Münnich Motorsport | Audi S3             | 14º | 15º | DNS | DNS |     |
| 20   | 99  | Tord Linnerud           | Volkswagen Team Sweden          | Volkswagen Polo     | DNS | DNS | DNS | DNS |     |

‡ Anton Marklund utilizó un Volkswagen Polo construido por Marklund Motorsport en esta ronda, ya que el equipo de EKS RX no pudo reparar su Audi S1 a tiempo para enviarlo a Canadá luego de su accidente en la ronda anterior

### Semifinales
Semifinal 1
| Pos.            | No. | Piloto           | Equipo                          | Tiempo     | Pts |
| --------------- | --- | ---------------- | ------------------------------- | ---------- | --- |
| 1               | 24  | Tommy Rustad     | All-Inkl.com Münnich Motorsport | 5:11.625   | 6   |
| 2               | 57  | Toomas Heikkinen | Marklund Motorsport             | +1.453     | 5   |
| 3               | 34  | Tanner Foust     | Marklund Motorsport             | +2.653     | 4   |
| 4               | 1   | Petter Solberg   | SDRX                            | +20.352    | 3   |
| 5               | 21  | Timmy Hansen     | Team Peugeot-Hansen             | +6 Vueltas | 2   |
| 6               | 15  | Reinis Nitišs    | Olsbergs MSE                    | +6 Vueltas | 1   |
| Reporte Oficial |     |                  |                                 |            |     |

Semifinal 2
| Pos.            | No. | Piloto               | Equipo                 | Tiempo     | Pts |
| --------------- | --- | -------------------- | ---------------------- | ---------- | --- |
| 1               | 17  | Davy Jeanney         | Team Peugeot-Hansen    | 5:02.862   | 6   |
| 2               | 10  | Mattias Ekström      | EKS RX                 | +1.651     | 5   |
| 3               | 13  | Andreas Bakkerud     | Olsbergs MSE           | +3.495     | 4   |
| 4               | 42  | Timur Timerzyanov    | Namus OMSE             | +14.946    | 3   |
| 5               | 3   | Johan Kristoffersson | Volkswagen Team Sweden | +16.308    | 2   |
| 6               | 7   | Manfred Stohl        | World RX Team Austria  | +2 Vueltas | 1   |
| Reporte Oficial |     |                      |                        |            |     |

### Final
| Pos.            | No. | Piloto           | Equipo                          | Tiempo   | Pts |
| --------------- | --- | ---------------- | ------------------------------- | -------- | --- |
| 1               | 17  | Davy Jeanney     | Team Peugeot-Hansen             | 5:03.822 | 8   |
| 2               | 57  | Toomas Heikkinen | Marklund Motorsport             | +0.252   | 5   |
| 3               | 34  | Tanner Foust     | Marklund Motorsport             | +1.666   | 4   |
| 4               | 24  | Tommy Rustad     | All-Inkl.com Münnich Motorsport | +5.277   | 3   |
| 5               | 13  | Andreas Bakkerud | Olsbergs MSE                    | +6.403   | 2   |
| 6               | 10  | Mattias Ekström  | EKS RX                          | +12.586  | 1   |
| Reporte Oficial |     |                  |                                 |          |     |

## Campeonato tras la prueba
Estadísticas Supercar
| Pos. | Driver               | Points |
| ---- | -------------------- | ------ |
| 1    | Petter Solberg       | 176    |
| 2    | Andreas Bakkerud     | 130    |
| 3    | Johan Kristoffersson | 124    |
| 4    | Timmy Hansen         | 122    |
| 5    | Davy Jeanney         | 115    |

- Nota: Sólo se incluyen las cinco posiciones principales.